# میلشوو (بچی)
میلشوو (به صربی: Mileševo) یک منطقهٔ مسکونی در صربستان است که در Bečej Municipality واقع شده‌است. میلشوو ۱٬۱۱۸ نفر جمعیت دارد.